# Turbonegro
Turbonegro es una banda musical de rock noruega, fundada en Oslo en el año 1989 por el bajista estadounidense Thomas Seltzer (Happy Tom), el cantante Pål Erik Carlin, el batería Carlos Carrasco y los guitarristas Vegard Heskestad, Pål Bøttger Kjærnes (Pål Pot Pamparius) y Rune Grønn (Rune Rebellion). La banda se separó en 1998 pero se reformó en 2002. Su sonido mezcla géneros como glam rock, punk rock y hard rock en un estilo distintivo a menudo descrito por la banda misma como «deathpunk».
Desde su debut en 1989, la banda ha lanzado 10 álbumes de estudio y numerosas EP. Han recibido un premio musical de MTV Europa como la Mejor Banda Noruega entre otros.

## Historia
En 1989 graban su sencillo debut "Route Zero" y el 12" "Turboloid". Por la banda deambularían músicos como el batería Carlos Carrasco (que acaba tocando la guitarra en los Anal Babes) o el que fuera guitarrista de Gluecifer, Raldo Useless, que se ocupó del bajo durante unos meses.
En septiembre de 1990, después de una gira de 3 semanas por los Estados Unidos, la banda se separa en cuanto aterriza en Oslo para reformarse a principios de 1991 con Thomas Seltzer (ahora a la batería), Pål Bøttger y Rune (guitarras), Harald Fossberg (de la banda punk de finales de los 70 Hærverk, a las voces) y Bengt Calmeyer (más conocido como Bingo, al bajo). Juntos grabarían el sencillo "Vaya con satan" y el álbum "Hot cars and spent contraceptives".

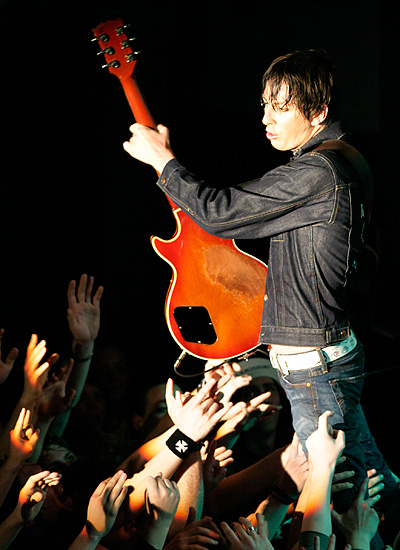
El guitarrista Euroboy en concierto.

En marzo de 1993 el cantante, Harald Fossberg, tiene que dejar la banda debido a un cáncer y su lugar lo pasa a ocupar el ya orondo Hans Erik Husby, el que años más tarde sería conocido como Hank von Helvete. El guitarrista Knut Schreiner, conocido como Euroboy, se une a la banda en 1996, sustituyendo a Pål Pot Pamparius como guitarrista temporalmente; al año, Pål Pot Pamparius vuelve a la banda, pero Euroboy demuestra ser un guitarrista más talentoso, y Pal Pot se hace cargo de la percusión, el teclado y los coros (más tarde nuevamente de la guitarra). Ya con esta formación, grabaría lo que se considera como su obra cumbre, y uno de los discos más recordados de "La ola escandinava" de finales de los 90, entre la que podemos situar a Backyard Babies, Gluecifer, Hellacopters o Hardcore Superstar. El disco, llamado "Apocalypse Dudes", era un homenaje a la historia del rock, que incluía pasajes musicales directamente "fusilados" de grupos como The Dictators, Ramones o incluso Iron Maiden. El tema que da comienzo al disco, "Age of Pamparius", es toda una declaración de intenciones; una letra ácida, inspirada en el nombre de la Pizzería "Pamparius", regentada por Pål Pot Pamparius, con burla incluida a la generación hippie ("Age of Aquarius"), y musicalmente un cruce bastardo entre AC/DC, Motörhead y Ramones, que se convierte en un himno roquero de alto voltaje, usado para abrir sus conciertos, y conducir a sus fanes al histerismo desde sus primeros compases e inconfundibles coros.
La banda se separa en otoño de 1998 después de una caótica gira europea junto a los americanos Nashville Pussy. Hank von Helvete tiene que ser ingresado en un hospital durante su estancia en Italia debido a sus problemas con la heroína. Poco más tarde dan su último show en Oslo, Noruega.
En 2002, con Hank desenganchado de su adicción a la droga, Turbonegro decide juntarse apareciendo en tres festivales europeos como el Bizarre Festival de Alemania. El retorno queda plasmado en el documental "The ResErection".
A finales de ese mismo año graban su exitoso y esperado álbum de retorno en los estudios de Euroboy: "Scandinavian Leather", que sería editado en mayo de 2003. Para promocionarlo graban dos videos, "Fuck the world" y "Sell your body (to the night)", dirigido por Johnny Knoxville.
En octubre de 2007 tras la gira de presentación del álbum "Retox" en los Estados Unidos, el guitarrista Rune Rebellion decide dejar la banda para dedicar más tiempo a su familia. Volvería efímeramente al seno de la banda durante un concierto en Alemania a principios de 2008 para sustituir a Pamparius, que se encuentra en Tailandia.
El 4 de marzo de 2008 se hace oficial que el batería Chris Summers ha sido "invitado" a dejar la banda debido a una lesión en el pie que le dura más de 6 meses y diferentes motivos personales. Su sustituto es Thomas Dahl. Semanas más tarde la banda tiene que cancelar toda una gira europea y otra americana porque el guitarrista Euroboy sufre cáncer de linfoma.
El 9 de julio de 2010, se anunció en los periódicos noruegos que Hank había dejado la banda. El bajista Happy-Tom señaló que era el final de Turbonegro como banda. Hank dijo que la razón de tal decisión fue que quería cambiar su estilo de vida y ser un sobrio padre de familia. Sin embargo en 2011, la banda anunció su reformación.

### Turbojugend
Su club de fanes oficial se hace llamar Turbojugend y existen en la actualidad casi 2000 células del club en todo el mundo, la mayoría en Alemania y Escandinavia pero también cuentan con un nutrido número en Países Bajos o Estados Unidos. Se caracterizan por llevar una chaqueta vaquera personalizada con el logo de Turbonegro y el texto Turbojugend y el nombre de la ciudad a que pertenecen. Algunos miembros célebres de su club de fanes son Tony Reflex (Adolescents), Donnie Paycheck (Zeke),Matt Houdini (LUJURIA), Bartmann (Peter Pan Speedrock), Steve McDonnald (Redd Kross), los chicos de Mando Diao o Turbo A.C´s.

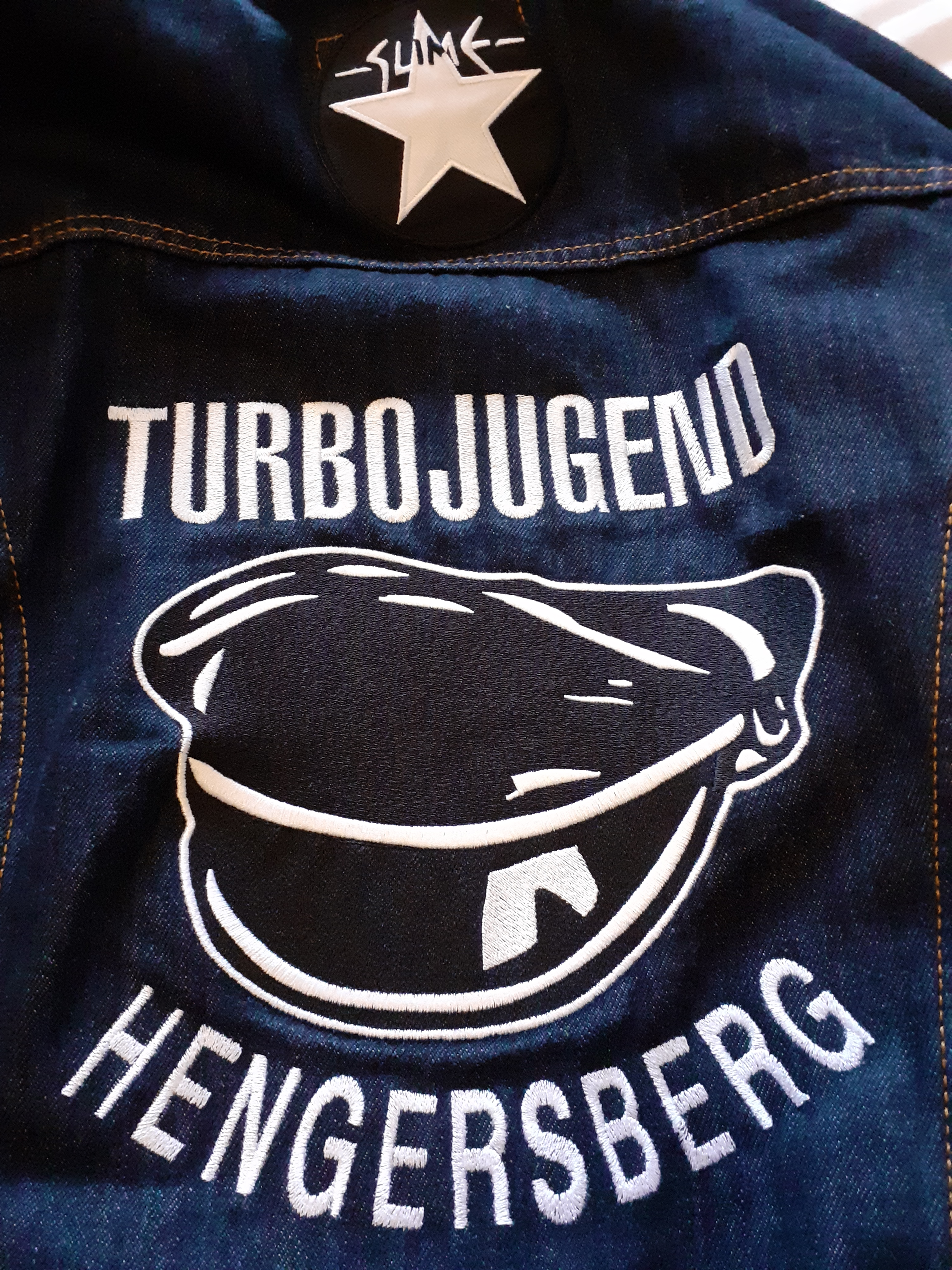

## Miembros
- Happy Tom (1989-actualidad) - Bajo, coros (1989-1990, 1996-actualidad), batería (1990-1996)
- Euroboy (1996-actualidad) - Guitarra líder, coros
- Duke of Nothing (2011-actualidad) - Voz
- Tommy Manboy (2011-actualidad) - Batería
- Rune Rebellion (1989-2007, 2011-actualidad) - Guitarra rítmica
- Crown Prince Haakon-Marius (2015-actualidad) - Teclados

### Miembros anteriores
- Hank Von Helvete (1993-2009) - Voz
- Harald Fossberg aka Happy Neger (1990-1993) - Voz
- Pål Erik Carlin (1989-1990) - Voz
- Vegard Heskestad (1989-1990)- Guitarra
- Bengt Calmeyer aka Bingo (1991-1996) - Bajo
- Ole Martinsen (1990-1991) - Bajo
- Raldo Useless (1990) - Bajo
- Anders Gerner (1996) - Batería
- Carlos Carrasco (1989-1990) - Batería
- Chris Summers (1998-2007) - Batería
- Tomas Dahl (2008-2010) - Batería
- Pål Pot Pamparius (1989-2011, 2011-2012 *a tiempo parcial*) - Teclado, percusiones, guitarra, coros

## Discografía

### Álbumes
- Hot Cars and Spent Contraceptives (1992)
- Helta Skelta (1993)
- Never Is Forever (1994)
- Ass Cobra (1996)
- Apocalypse Dudes (1998)
- Darkness Forever (1998)
- Love It to Deathpunk (2001)
- Scandinavian Leather (2003)
- Party Animals (2005)
- Retox (2007)
- Sexual Harassment (2012)
- Rock'n'Roll Machine (2018)

### Sencillos yEP
- "Route Zero" (7" 1989)
- "Turboloid" (12" EP) (1990)
- "Vaya con Satan" (7" 1991)
- "(He´s a) Grunge Whore" (10" 1994)
- "Stinky Fingers" (10" 1995, compartido con Flying Crap)
- "Flabby Sagging Flesh" (7" 1995, compartido con Anal Babes)
- "Denim Demon" (7" 1995)
- "Bad Mongo" (7" 1995)
- "I Got Erection" (7" 1995)
- "Prince of the Rodeo" (7" 1996)
- "Suffragette City" (7" 1997)
- "Get It On" (Picture disc 7" 1998)
- "Fuck the World (F.T.W.)" (7" 2003)
- "Get It On" (7" 2003)
- "Locked Down" (7" 2003)
- "Sell Your Body (To the Night)" (7" 2003)
- "High On The Crime" (2005)
- "City of Satan" (2005)
- "All My Friends Are Dead" (2006)
- "Do You Do You Dig Destruction" (2007)

### Otros
- Turbonegro - The Movie (DVD) (1999)
- ResErection (DVD) (2005)

## Premios y nominaciones
Premio Spellemann
| Año  | Trabajo nominado                | Categoría           | Resultado |
| ---- | ------------------------------- | ------------------- | --------- |
| 2003 | Scandinavian Leather            | Mejor álbum rock    | Ganador   |
| 2007 | «Do You Do You Dig Destruction» | Mejor vídeo musical | Nominado  |

Premio Alarm
| Año  | Trabajo nominado     | Categoría           | Resultado |
| ---- | -------------------- | ------------------- | --------- |
| 2003 | Turbonegro           | Mejor banda en vivo | Ganador   |
| 2004 | Turbonegro           | Mejor banda en vivo | Ganador   |
| 2004 | «Fuck The World»     | Mejor canción       | Nominado  |
| 2004 | Scandinavian Leather | Mejor álbum rock    | Ganador   |
| 2006 | Turbonegro           | Mejor banda en vivo | Nominado  |

MTV Europe Music Awards
| Año  | Trabajo nominado | Categoría             | Resultado |
| ---- | ---------------- | --------------------- | --------- |
| 2005 |                  | Mejor artista noruego | Ganador   |

Kerrang! Awards
| Año  | Trabajo nominado | Categoría              | Resultado |
| ---- | ---------------- | ---------------------- | --------- |
| 2003 |                  | Spirit Of Independence | Ganador   |